# Rébellion de Rampa de 1879
La rébellion de Rampa de 1879, également connue sous le nom de première rébellion de Rampa pour la distinguer de la rébellion de Rampa de 1922-24, était une insurrection des tribus montagnardes de la région de Rampa de l'Agence Vizagapatam Hill Tracts (en) du district de Vizagapatam contre le gouvernement britannique de la Présidence de Madras.

## Causes
Les régions montagneuses de Vishakhapatanam étaient habitées par des tribus montagnardes qui ont mené un mode de vie plus ou moins indépendant pendant des siècles. Ces tribus parlaient le télougou ou l'odia ou des dialectes tribaux et payaient un tribut régulier à un zamindar ou à un mansabdar qui était un sujet de l'Inde britannique. Le zamindar de la région de l'époque, un fils illégitime de son prédécesseur, était un tyran oppresseur, il y avait eu des émeutes et des soulèvements moins importants auparavant, mais pour aggraver les choses, le gouvernement de Madras a introduit une loi rendant l'exploitation du toddy illégale et introduisant une taxe sur le toddy, cela n'aurait pas été grand-chose pour les tribus des collines, mais le tapotement du grog faisait partie de leur culture. Cela a conduit à une rébellion à grande échelle au début de l'année 1879.

## Révolte
La rébellion a commencé en mars 1879 lorsque les tribus montagnardes de Rampa ont attaqué des postes de police à Chodavaram taluk. La rébellion s'est étendue aux collines de Golconde, de Vishagapatam et de Bhadrachalam taluk. En peu de temps, la rébellion a englouti tout le district.
Le gouvernement de Madras a répondu en envoyant plusieurs compagnies de policiers, six régiments d'infanterie de Madras, un escadron de cavalerie de Madras, deux compagnies de sapeurs et de mineurs et un régiment d'infanterie de l'armée d'Hyderabad. La rébellion a finalement été réprimée et un grand nombre de révolutionnaires ont été envoyés à la prison d'Andaman.

## Conséquences
Au lendemain de la rébellion, diverses mesures de conciliation ont été adoptées par le gouvernement britannique. Ils ont essayé d'améliorer la condition des tribus de l'agence East Godavari et des régions montagneuses dans la partie nord de la présidence de Madras.